# Теорија релативности
Теорија релативности у физици је теорија која се бави анализом физичких закона и мерења чији се резултати мењају у зависности од кретања и положаја посматрача. Стога се у теорији релативности анализирају и интерпретирају мерења обављена од стране више посматрача који су у релативном кретању у односу један на другог. У класичној физици је општеприхваћено да ће посматрачи било где у космосу, без обзира да ли су у покрету или статични, добити исте резултате мерења простора и временских интервала.
Данас у физици постоје две теорије релативности, једна се зове специјална (посебна) теорија, а друга општа теорија релативности. Алберт Ајнштајн је представио посебну теорију 1905. године, а општу 1916. године. Док се посебна теорија релативности превасходно бави електричним и магнетним феноменима и њиховом пропагацијом у простору и времену, општа теорија је развијена с циљем да да одговоре на феномен гравитације. Обе теорије се концентришу на нова схватања простора и времена, схватања која се дубоко разликују од оних која се користе у свакодневном животу. Данашње релативистичко схватање простора и времена је саставни и нераздвојни чинилац било које савремене интерпретације физичких феномена, почев од самог атома па све до космоса као свеобухватне целине.

## Објашњење
На темељу своја два постулата Ајнштајн је добио једначине једнаке Лоренцовим једначинама. Из добијених једначина извео је Лоренцову контракцију дужина и такозвану дилатацију времена, то јест резултат да сат у кретању иде полаганије ако се упореди са сатовима система у којем се мери. У систему који се креће брзином  сат ће ићи спорије  од истог таквог сата  у систему који мирује. Тај се учинак назива релативистичка дилатација времена:
{\displaystyle t={\frac {t_{0}}{\sqrt {1-{\frac {v^{2}}{c^{2}}}}}}}
Друга је последица Лоренцових трансформација контракција дужине у смеру кретања. Њена дужина l у систему мировања мери се краћом од оне властите  у систему који се креће брзином , по једначини:
{\displaystyle l=l_{0}\cdot {\sqrt {1-{\frac {v^{2}}{c^{2}}}}}}
Димензије неког физичког тела не могу се исто тако апсолутно одредити као ни време, јер и оне зависе од стања опажача.  Ајнштајн је извео и теорем адиције брзина, којим показује да суперпозицијом две брзине мање од брзине светлости опет излази брзина мања од брзине светлости макар свака од њих прелази половину брзине светлости. Док су код Лоренца трансформисане координате само помоћне варијабле, код Ајнштајна су то праве физичке величине. Лоренцово локално време, које он разликује од правога времена, код Ајнштајна постаје време дотичнога система и равноправно је с временским подацима било којега другог система. Прерачунавање таквих података из система у системе садржано је у једначинама трансформације. Тиме је карактеризован можда највећи мисаони корак који је учинио Ајнштајн. Он је одбацио концепт Њутновог апсолутног времена, што је означено речима: „Апсолутно, истинско и математичко време тече једнолико по себи и по својој природи и без односа према било чему спољном, а другим се именом зове трајање”.
Један је од најдубљих резултата Ајнштајнове проницаве анализе спознаја да истодобност два просторно удаљена догађаја није апсолутна чињеница, већ да зависи од тога у којем се координатном систему ти догађаји проматрају. Ајнштајн је једноставном аргументацијом закључио да се маса тела мења ако му се промени енергија, и то тако да је промена масе једнака промени енергије подељеној с квадратом брзине светлости. Он је то изреком проширио на све врсте енергије, премда је оперисао само с енергијом зрачења. Ту еквиваленцију између масе и енергије Ајнштајн је изразио речима: „Маса тела је мера за његов износ енергије”. Тај резултат се изражава релацијом:
{\displaystyle E=m\cdot c^{2}}
која је постала основа (фундаментална) у нуклеарној физици и астрофизици. Помоћу ње физичари су стекли нове спознаје о структури материје и о природи енергије која долази од Сунца и звезда те о томе како се може голема енергија садржана у језгрима атома искористи у корисне сврхе. Даљи развој посебне теорије релативности заједничко је дело  Ајнштајна и других физичара. Битан формално-математички напредак донео је Х. Минковски. Он је Лоренцове трансформације схватао као трансформације у четверодимензионалном простору, које остављају као инваријантну једну реалну хипер раван другог реда. Усто је увео нову величину за одређивање времена (у облику w = i∙c∙t) као четврту координату и тиме прешао на еуклидску метрику у четверодимензионалном простору, при чему Лоренцове трансформације добијају значење имагинарних вртњи. На ту је могућност упозорио већ А. Поенкаре у свом раду из 1906. године.

### Посебна релативност
Ајнштајнов чланак, О електродинамици тела у кретању (1905), уводи посебну теорију релативности. Специјална релативност сматра да проматрачи у инерцијским референтним оквирима који су у међусобно релативном једноликом кретању не могу извести никакав експеримент којим би утврдили који од њих је у „апсолутном кретању”. Теорија постулира да ће брзина светлости у вакууму бити иста за оба проматрача (то јест посматрачу непромењива или инваријантна брзина). Једна од предности посебне релативности је што може бити изведена из свега неколико премиса: 
- брзина светлости у вакууму је константна (299 792 458 m/s),
- физички закони су исти за све проматраче у инерцијским референтним оквирима.

### Општа релативност
Општу теорију релативности Ајнштајн је објавио 1916. (као серију предавања одржаних на Пруској академији наука 25. новембра 1915). Општа теорија релативности је геометријска теорија која постулира да присутност масе и енергије „закривљује” простор-време, те да та закривљеност утиче на пут слободних честица (и генерално светлости). Ова се теорија користи математиком диференцијалне геометрије и тензора да би описала гравитирање без кориштења гравитацијске силе. Ова теорија све проматраче држи еквивалентним, а не само оне који су у једноликом кретању.

### Временска дилатација
На темељу своја два постулата Ајнштајн је добио једначине идентичне Лоренцовим једначинама. Из добијених једначина извео је Лоренцову контракцију дужина и такозвану дилатацију времена, то јест резултат да сат у кретању иде полаганије ако се упореди са сатовима система у којем се мери. У систему који се креће брзином  сат ће ићи спорије  од истог таквог сата  у систему који мирује. Тај се учинак назива релативистичка дилатација времена:
{\displaystyle t=\gamma \cdot t_{0}={\frac {t_{0}}{\sqrt {1-{\frac {v^{2}}{c^{2}}}}}}\,}

#### Контракција дужине
Друга је последица Лоренцових трансформација контракција дужине у смеру кретања. Дужина L у систему мировања мери се као краћа од  у систему који се креће брзином , по једначини:
{\displaystyle l={\frac {l_{0}}{\gamma }}=l_{0}\cdot {\sqrt {1-{\frac {v^{2}}{c^{2}}}}}}
где је: v - релативна брзина између посматрача и објекта који се креће, c - брзина светлости. Димензије неког тела не могу се исто тако апсолутно одредити као ни време, јер и оне зависе од стања опажача. Ајнштајн је извео и теорем адиције брзина, којим показује да суперпозицијом две брзине мање од брзине светлости опет излази брзина мања од брзине светлости иако свака од њих прелази половину брзине светлости. Док су код Лоренца трансформисане координате само помоћне варијабле, код Ајнштајна су то праве физичке величине. Лоренцово локално време, које он разликује од правога времена, код Ајнштајна постаје време дотичног система и равноправно је с временским податима било којег другог система. Прерачунавање таквих података из система у систем садржано је у једначинама трансформације. Тиме је карактеризова можда највећи мисаони корак који је учинио Ајнштајн. Он је одбацио концепт Њутновог апсолутног времена, што је изражено речима: „Апсолутно, истинско и математичко време тече једнолико по себи и по својој природи и без односа спрам било чега спољног, а другим се именом зове трајање”. Један је од најдубљих резултата Ајнштајнове проницаве анализе спознаја да истодобност два просторно удаљена догађаја није апсолутна чињеница, већ да зависи од тога у којем се координатном систему ти догађаји посматрају.

### Еквиваленција масе и енергије
Ајнштајн је једноставном аргументацијом закључио да се маса тела мења ако му се промени енергија, и то тако да је промена масе једнака промени енергије подељеној с квадратом брзине светлости. Он је то проширио на све врсте енергије, премда је оперисао само с енергијом зрачења. Ту еквиваленцију између масе и енергије Ајнштајн је изразио речима: „Маса тела је мера је за његов износ енергије”. Тај резултат се изражава релацијом:
{\displaystyle E=m\cdot c^{2}}
при чему је: E = енергија еквивалентна маси (у џулима), m = маса (у килограмима), и c = брзина светлости у вакууму  (у метрима у секунди), која је постала основа у нуклеарној физици и астрофизици. Помоћу ње физичари су стекли нове спознаје о структури материје и о природи енергије која долази од Сунца и звезда, те о томе како да се голема енергија садржана у језграма атома искористи у корисне, али и у ратне сврхе.

## Развој теорије релативности код нас
Након објављивања Ајнштајнове теорије 1905. године, скоро да није било угледног научника у физици који није писао о њој. Научници су се поделили на присталице и противнике теорије, али је временом све већи број људи почело да истражује на овим новим основама.
Први српски научници који су се бавили теоријом релативности су били Владимир Варићак, Милутин Миланковић, Сима Марковић, Михајло Петровић и Никола Тесла.
Варићак је дошао до значајних резултата на двојству теорије релативности и геометрији Лобачевског, а Миланковић је објавио прве расправе о новој теорији. Миланковић је био и први професор на курсу из теорије релативности на Универзитету у Београду. Сима Марковић је писао о Ајнштајновим резултатима и био је међу првим филозофима који су нашли филозофско тумачење ових резултата. Михајло Петровић се занимао за експериментални доказ теорије релативности, тј. за њено оповргавање, но између 20-их и 30-их година двадесетог века потпуно ју је прихватио и о томе је писао у својим књигама.